# الف فریمن (بازیکن فوتبال، زاده ۱۹۰۴)
الف فریمن (انگلیسی: Alf Freeman; ۱۳ ژوئیهٔ ۱۹۰۴ – ۱۹۶۶ (۶۱−۶۲ سال)) بازیکن فوتبال اهل بریتانیا بود.
از باشگاه‌هایی که در آن بازی کرده‌است می‌توان به باشگاه فوتبال لینکولن سیتی، باشگاه فوتبال منزفیلد تاون، و باشگاه فوتبال بلکپول اشاره کرد.